# کسلوانیا: سمفونی شبانه
کسلوانیا: سموفنی شبانه (به ژاپنی: 悪魔城ドラキュラX 月下の夜想曲 Akumajō Dracula X: Gekka no Yasōkyoku) یک بازی ویدئویی دوبعدی در سبک سکوبازی و اکشن نقش آفرینی است که در سال ۱۹۹۷ توسط شرکت کونامی ساخته و عرضه شد. این بازی یکی از قسمت‌های مجموعه بازی‌های کسلوانیا به‌شمار می‌رود و اولین نسخه از این سری است که برای کنسول پلی‌استیشن ساخته شده‌است.